# Centralnyj (rejon tiopło-ogariowski)
Centralnyj (ros. Центральный) – osiedle w Rosji, w obwodzie tulskim, w rejonie tiopło-ogariowskim. W 2010 liczyło 624 mieszkańców.